# Simon Taylor (Rugbyspieler)
Simon Marcus Taylor (* 17. August 1979 in Stirling) ist ein ehemaliger schottischer Rugby-Union-Spieler, der für Bath Rugby und die schottische Nationalmannschaft aktiv war. Er spielte als Flügelstürmer oder Nummer Acht.

## Karriere
Taylor gab 2000 sein Debüt für Schottland gegen die Vereinigten Staaten. Im folgenden Jahr wurde er als noch recht unerfahrener Spieler für die Australien-Tour der British and Irish Lions nominiert und erzielte in einem Spiel auch einen Versuch. Er verletzte sich jedoch und konnte an den weiteren Partien nicht teilnehmen. Seinen ersten Versuch für Schottland legte er 2002 gegen Kanada. In der Saison 2002/03 wurde er zum Spieler der Spielzeit im schottischen Nationalteam gewählt. Er nahm an der folgenden Weltmeisterschaft teil, bei der Schottland das Viertelfinale erreichte.
Bei den Six Nations 2004 verletzte Taylor sich schwer und fiel für ein ganzes Jahr aus und konnte erst beim Sechs-Nationen-Turnier 2005 wieder die Nationalmannschaft repräsentieren. Eine erneute Verletzung setzte ihn in der Saison 2006/07 zunächst außer Gefecht, dies hinderte ihn jedoch nicht an der Teilnahme bei der WM, wo er in vier von fünf Spielen eingesetzt wurde. Im Anschluss verließ er Edinburgh Rugby und wechselte in die französische Liga Top 14 zu Stade Français. Von 2010 bis 2013 spielte er für den englischen Verein Bath Rugby.